# Ihor Rachajev
Ihor Volodymyrovyč Rachajev (in ucraino Ігор Володимирович Рахаєв?; Charkiv, 26 maggio 1973) è un allenatore di calcio ed ex calciatore ucraino, di ruolo centrocampista.